# 埃爾斯特沙法爾蓬山

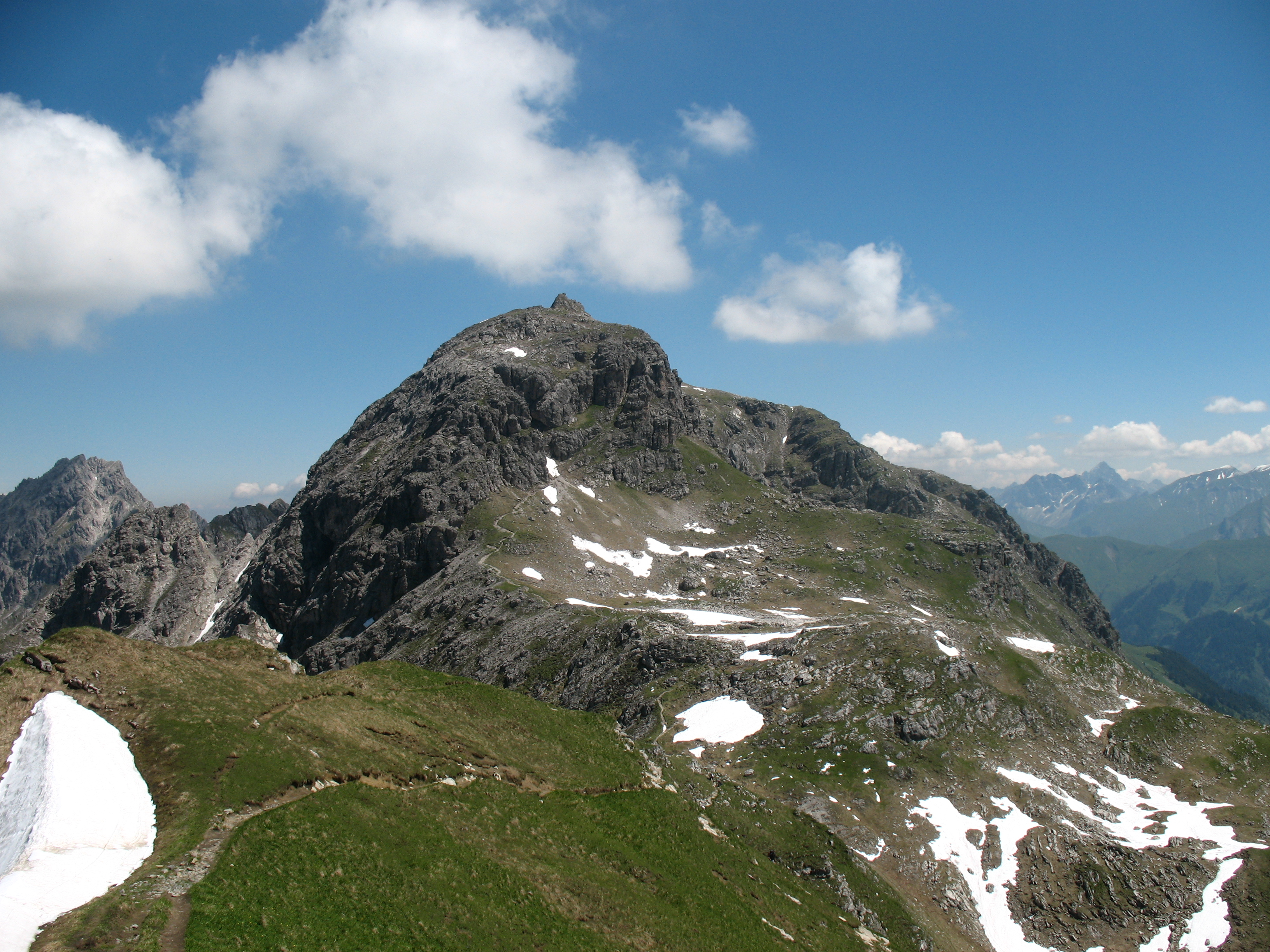

47°18′10″N 10°12′19″E / 47.30278°N 10.20528°E
埃爾斯特沙法爾蓬山（德語：Erster Schafalpenkopf），是中歐的山峰，位於奧地利和德國接壤的邊境，屬於阿爾高阿爾卑斯山脈的一部分，距離茨韋特沙法爾蓬山0.5公里，海拔高度2,272米。